# Rosedale (Indiana)
Rosedale és una població dels Estats Units a l'estat d'Indiana. Segons el cens del 2000 tenia 750 habitants.

## Demografia
Segons el cens del 2000, Rosedale tenia 750 habitants, 304 habitatges, i 210 famílies. La densitat de població era de 723,9 habitants/km².
Dels 304 habitatges en un 36,5% hi vivien nens de menys de 18 anys, en un 51,6% hi vivien parelles casades, en un 12,5% dones solteres, i en un 30,9% no eren unitats familiars. En el 28,9% dels habitatges hi vivien persones soles el 15,8% de les quals corresponia a persones de 65 anys o més que vivien soles. El nombre mitjà de persones vivint en cada habitatge era de 2,47 i el nombre mitjà de persones que vivien en cada família era de 2,99.
Per edats la població es repartia de la següent manera: un 28,1% tenia menys de 18 anys, un 9,7% entre 18 i 24, un 28,8% entre 25 i 44, un 18,5% de 45 a 60 i un 14,8% 65 anys o més.
L'edat mediana era de 33 anys. Per cada 100 dones de 18 o més anys hi havia 87,2 homes.
La renda mediana per habitatge era de 34.519 $ i la renda mediana per família de 40.556 $. Els homes tenien una renda mediana de 33.000 $ mentre que les dones 18.750 $. La renda per capita de la població era de 15.301 $. Entorn de l'11% de les famílies i el 14% de la població estaven per davall del llindar de pobresa.

## Poblacions més properes
El següent diagrama mostra les poblacions més properes.